# Ivan Stambolić
Ivan Stambolić (Иван Стамболић) (5 de novembre de 1936 - 25 d'agost de 2000) va ser un membre del Partit Comunista de Iugoslàvia i President de la República de Sèrbia als anys 80 que va ser assassinat.
Nebot del polític Petar Stambolić, Ivan es va graduar en dret a la Universitat de Belgrad. A la primavera del 1986 assoleix la presidència de Sèrbia. Ell va ser amic i mentor de Slobodan Milošević, a qui recolzaria a l'elecció com a nou líder de la Lliga dels comunistes serbis. Stambolić va estar tres per defensar la candidatura de Milošević, qui va aconseguir una victòria molt ajustada.
Stambolić i Milošević compartien punt de vista sobre les províncies autònomes de Sèrbia, Kosovo i Vojvodina, sent partidaris de canviar la constitució per apropar les relacions d'aquestes dues províncies amb el centre. Stambolić va aconseguir guanyar el 30è congrés de la Lliga dels comunistes iugoslaus de 1986, i va preparar una comissió per estudiar els possibles canvis constitucionals que s'aprovarien el 1989. També volia protegir els drets dels Serbis i Montenegrins a Kosovo, insistint ja el 1982 que lluitaria per açò, inclús si els seus detractors l'acusaven de ser un nacionalista partidari de la Gran Sèrbia. Milošević també recolzava aquesta idea, diferent ambdós en la velocitat i temps necessaris per portar-ho a terme.
Dragiša Pavlović, successor de Milošević i lleugerament liberal s'oposà a aquestes idees sobre l'assumpte dels Serbis de Kosovo, al·ludint que s'estava fent amb una "velocitat promesa a l'extrem". Milošević acusà Pavlović de ser tous amb els Albanesos radicals, contrari als consell de Stambolić. Els dies 23 i 24 de novembre de 1987 a la huitena sessió del partit comunista serbi, que va durar 30 hores i s'emeté en directe per televisió, Milošević va fer que Pavlović dimitís, avergonyint Ivan Stambolić, qui va haver de dimitir dies després per la pressió dels seguidors de Milošević.
El desembre de 1987, Stambolić va ser oficialment substituït per Petar Gračanin, a qui el mateix Milošević substituiria en un any.
Stambolić va desaparèixer misteriosament el 25 d'agost de 2000, encara sota mandat de Slobodan Milošević.
El 28 de març de 2003 la policia revelà que va ser assassinat a Fruška Gora per vuit agents de la Unitat d'Operacions especials Jedinica za specijalne operacije. El cos va ser trobat en 2006.
El 18 de juliol de 2005 aquestos agents varen ser trobats culpables de l'assassinat, que va ser comès per ordre del mateix Slobodan Milošević.